# Wahlkreis Savo-Karelien
Der Wahlkreis Savo-Karelien (Wahlkreis 09) ist einer von 13 finnischen Wahlkreisen für die Wahlen zum finnischen Parlament und zum Präsidenten der Republik Finnland. Er umfasst die finnischen Landschaften Nordkarelien und Nordsavo. Bei den Parlamentswahlen stehen jedem Wahlkreis orientiert an der Einwohnerzahl eine bestimmte Anzahl von Mandaten im Parlament zu, dem Wahlkreis Savo-Karelien derzeit 16 Sitze.
Der Wahlkreis wurde zur Parlamentswahl 2015 neu geschaffen durch Zusammenlegung der Wahlkreise Nordsavo und Nordkarelien.